# رنولیه
رنولیه (به انگلیسی: Ranolia) یک منطقهٔ مسکونی در پاکستان است که در خیبر پختونخوا واقع شده‌است.